# Art of Living
De Art of Living Foundation (AOLF) is een internationale non-profitorganisatie die oorspronkelijk in India is opgericht door Sri Sri Ravi Shankar. De organisatie is educatief en humanitair van aard en niet aan een bepaalde religie verbonden. The Art of Living heeft wel invloeden vanuit de yoga.
The Art of Living heeft tot doel stress te verminderen op een individueel niveau en geweld en ziekte te verminderen in de maatschappij. The Art of Living wil de samenleving verheffen door individuele mensen te versterken met programma's die hun het gevoel moeten geven erbij te horen, door mensenrechten te herstellen, leven tot een vol potentieel laten komen en mensen van allerlei achtergrond aan te moedigen bij elkaar te komen in gezamenlijke vieringen. Naar eigen zeggen heeft de organisatie programma's in meer dan 155 landen, waaronder Nederland.
Het belangrijkste principe van The Art of Living is de Sudarshan Kriya, een yoga-techniek is gebaseerd op ritmes in de ademhaling.